# Bronco-dilatação
Chama-se bronco-dilatação à dilatação das paredes musculares dos brônquios, que aumentam o seu diâmetro interno para permitir um maior fluxo de ar. Os estimulantes dos receptores beta-2, são usados para causar este efeito.

## Fármacos que causam broncodilatação
- Azelastina
- Fenoterol
- Tiótropio
- Salbutamol
- Epinefrina/adrenalina